# رجاونة
جبل رجاونة أو جبل بالوة (بالأمازيغية: إيرجاونن) هو قمة جبلية في سلسلة جبال جرجرة ضمن الأطلس التلي في الجزائر، ويقع في بلدية تيزي وزو بدائرة تيزي وزو ضمن ولاية تيزي وزو في منطقة القبائل الجزائرية.

## الوصف
جبل رجاونة هو قمة جبلية في ولاية تيزي وزو، بارتفاع قدره 650 م (2,133 قدم)، يُطل جنوبا على مدينة تيزي وزو، ويقابل جبل حسناوة وجبل عيسى ميمون ضمن جبال جرجرة.

## التاريخ
كان «جبل رجاونة» قبل الاحتلال الفرنسي للجزائر يضم قلعة تركية مبنية على ارتفاع 261 م (856 قدم) فوق سطح البحر.
فقد قامت إيالة الجزائر قبل سنة 1830م بإنشاء هذه القلعة انطلاقا من دار السلطان في قصبة الجزائر من أجل مراقبة إمارة كوكو.
ذلك أن جزء معتبرا من منطقة القبائل لم يكن خاضعا لسلطة الداي في مدينة الجزائر، ويتخذ من قلعة بني عباس مركزا قياديا له.
وأثناء اقتحام الجيش الفرنسي لمنطقة تيزي وزو، نشبت معركة حامية الوطيس حول هذه القلعة في شهر جوان 1845م، والمعروفة باسم معركة رجاونة.
كما شهدت مرتفعات «رجاونة» اشتباكات بين جيش التحرير الوطني الجزائري والجيش الفرنسي أثناء ثورة التحرير الجزائرية أين كانت العديد من مخابئ المجاهدين موجودة في هذا المرتفع وسفوحه.

## جيولوجيا
يعود نشوء «جبل رجاونة» إلى العصر الثالث من حقبة الحياة الحديثة في مقياس الزمن الجيولوجي.
وقد بين تواجد ترسيبات الحجر الرملي والبودانغ والمدملكات حول «جبل بالوة» بأن نشوء هذا المرتفع يعود إلى فترة الأوليغوسين.
كما أن اكتشافات علم الآثار والمستحاثات زادت من تأكيد هذه الفرضية الجيولوجية.
ويوجد موقع قرية البور الحالية على أرضية صلبة من الميكاشيست [الفرنسية] والنايس.
وإذا كانت أعالي الجبل مكونة من صخور متحولة، فإن سفحه مكون من شيست الدهر السحيق ومن شيست الصلصال.

## المياه
يتوفر «جبل رجاونة» على بئر أرتوازية بالإضافة إلى العديد من الينابيع.
وبعد تجمع مياه الأمطار ومياه الثلوج الذائبة، تقوم شعاب هذا الجبل بتموين وادي سيباو الذي يحيط بالمرتفع من الشرق والشَّمال والغرب أثناء مساره المنحدر نحو مصبه في ولاية بومرداس.
كما أن هذه الشعاب المنحدرة من الجبل تصب في وادي السبت [الفرنسية].

## النقل
يمكن الوصول إلى «جبل رجاونة» عبر الطرق الوطنية التالية:
- الطريق الوطني رقم 12.
- الطريق الوطني رقم 72.

كما يتم التنقل نحو هذه القمة الجبلية عبر شبكة مواصلات عامة متمثلة في:
- تيليفيريك رجاونة.
- المحطة البرية بوهينون.
- محطة قطار بوخالفة.
- محطة قطار تيزي وزو.
- محطة قطار وادي عيسي.

## الغابات
يحيط بمرتفعات «جبل رجاونة» غطاء نباتي متنوع متمركز في غابتين اثنتين هما:
- غابة حروزة.
- غابة بالوة.

## القرى والأحياء
يضم «جبل رجاونة» قريتين أساسيتين هما:
- قرية رجاونة تاشت.
- قرية رجاونة البور.

كما يطل على العديد من أحياء بلدية تيزي وزو، منها:
- بوخالفة.
- تالة علام [الفرنسية].
- تيميزار لغبار [الفرنسية].
- بوهينون [الفرنسية].

## الشؤون الدينية

### المساجد
تحتوي هذه المنطقة على العديد من المساجد التي تشرف عليها مديرية الشؤون الدينية والأوقاف لولاية تيزي وزو تحت وصاية وزارة الشؤون الدينية والأوقاف.
- مسجد لالة سعيدة [الفرنسية]

### الزوايا
- «زاوية سيدي بالوة الزواوي» (رجاونة).[10]

## التنوع البيئي

### الأشجار
تحيط أنواع عديدة من الأشجار بـ«جبل رجاونة» ضمن أحراج غابة بالوة وغابة حروزة.

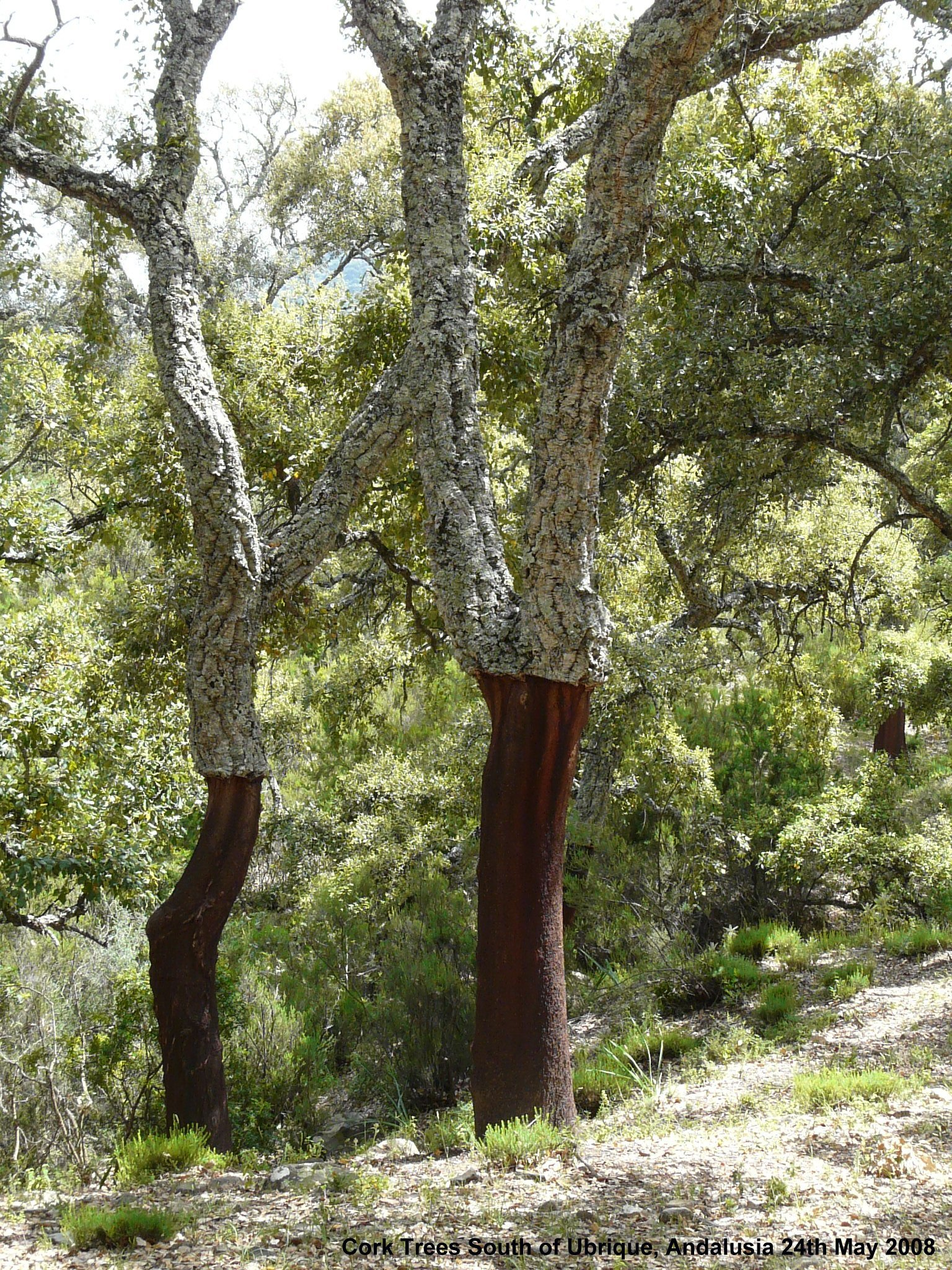
بلوط الفلين
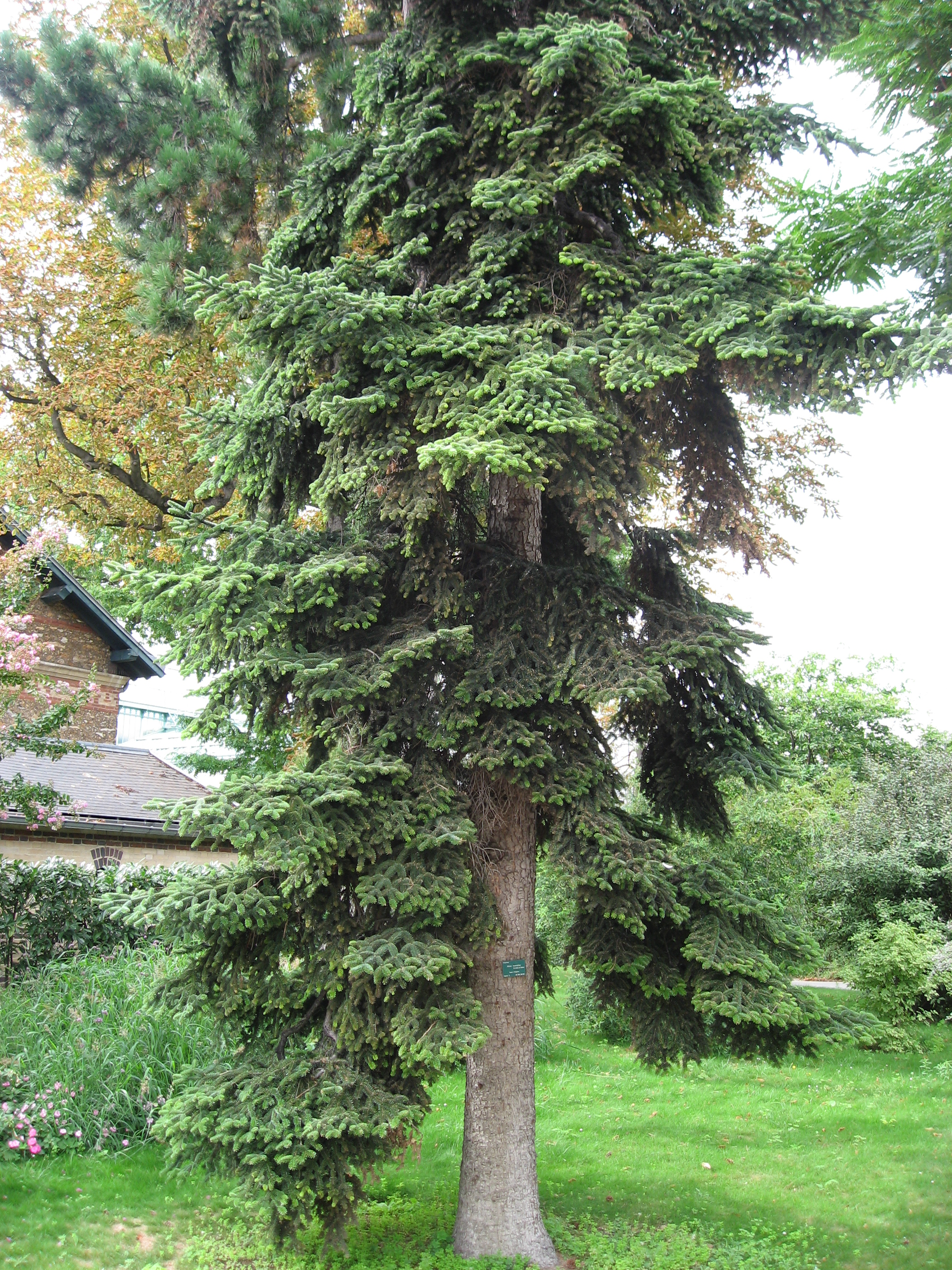
شوح نوميدي
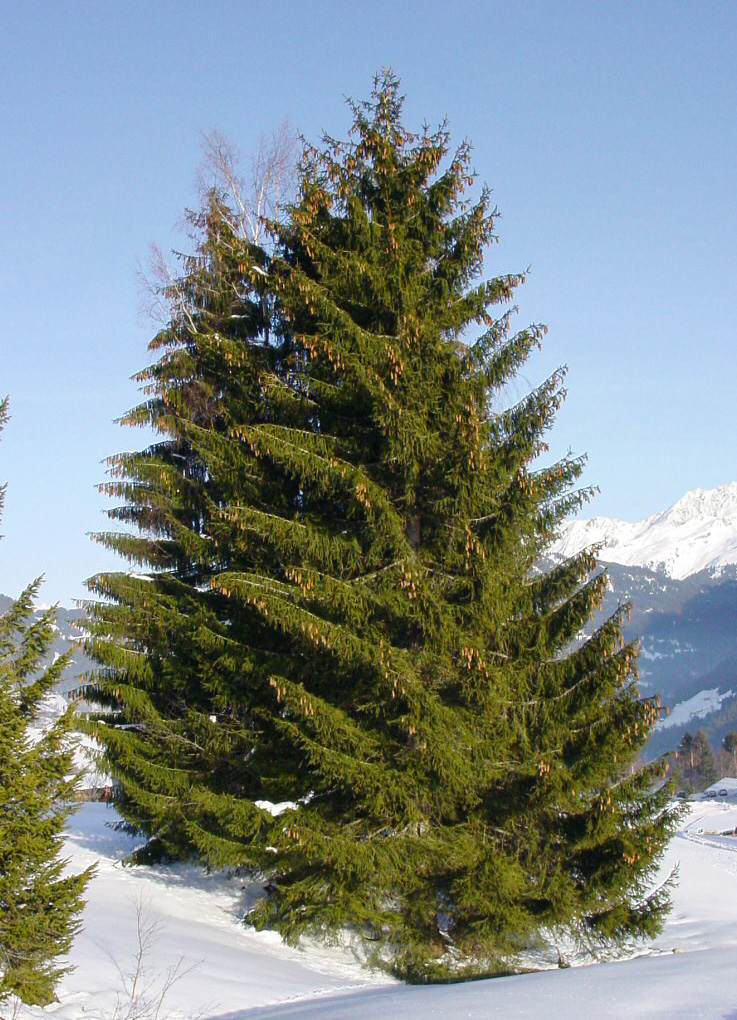
التنوب النوميدي
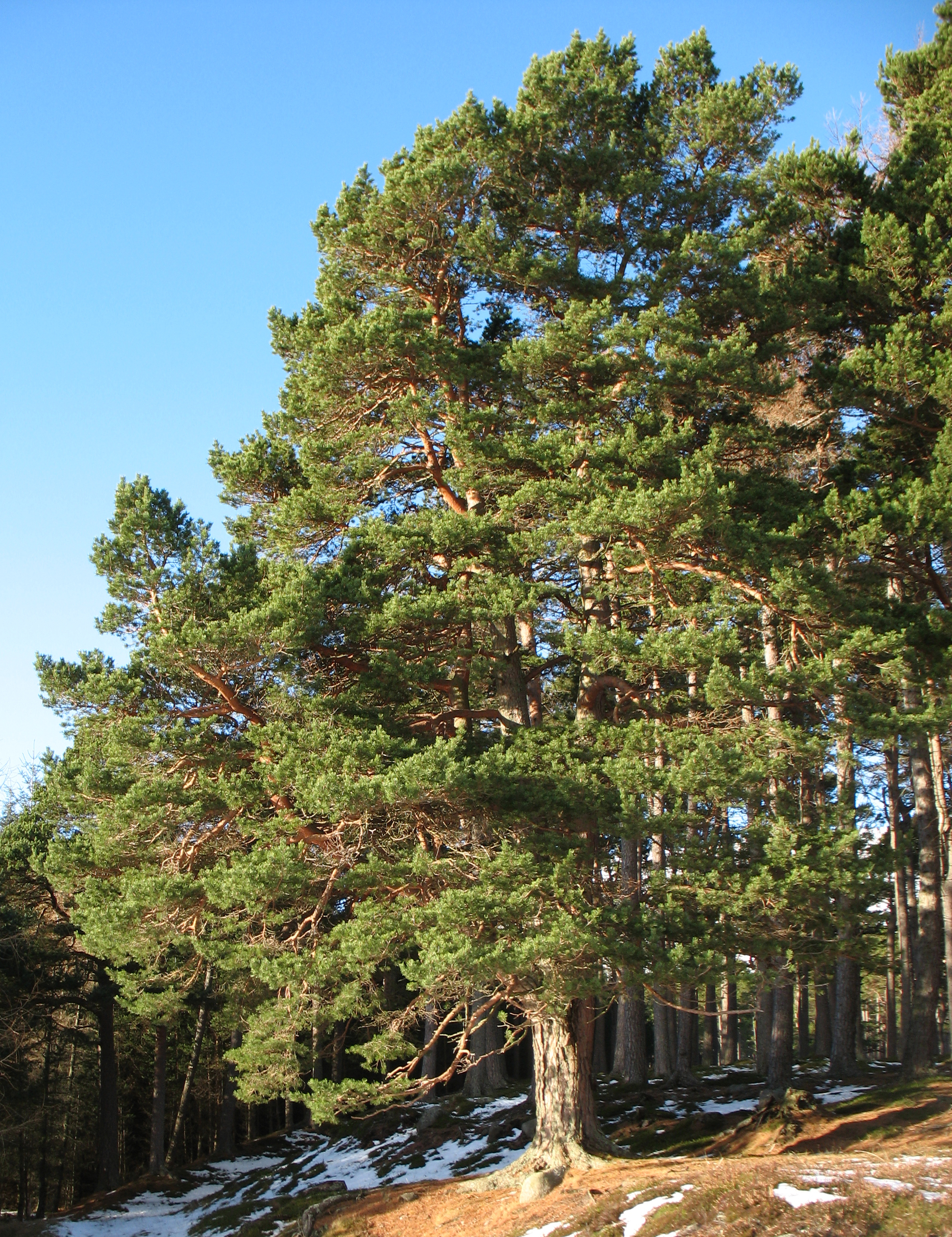
صنوبر بري
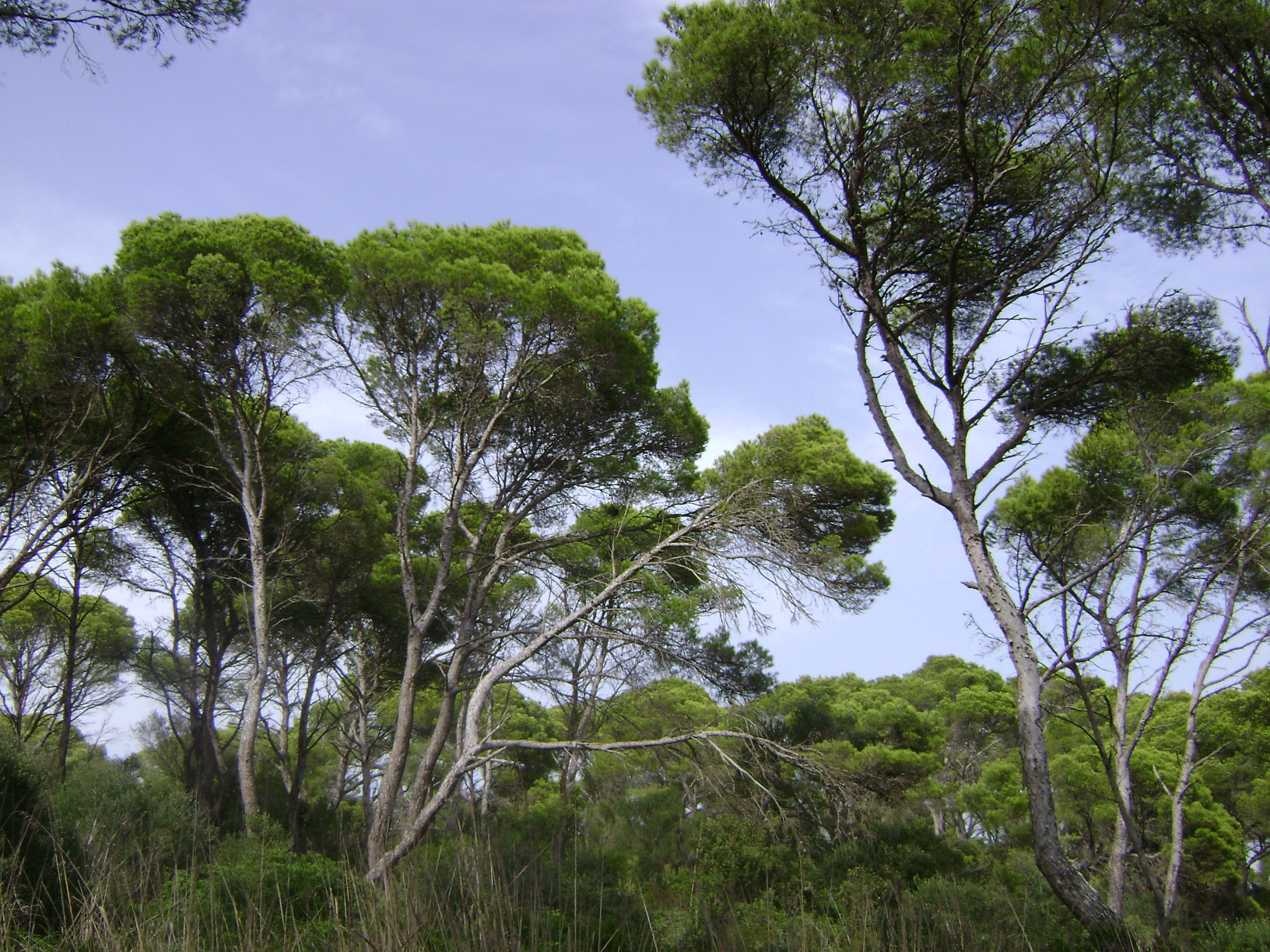
صنوبر حلبي
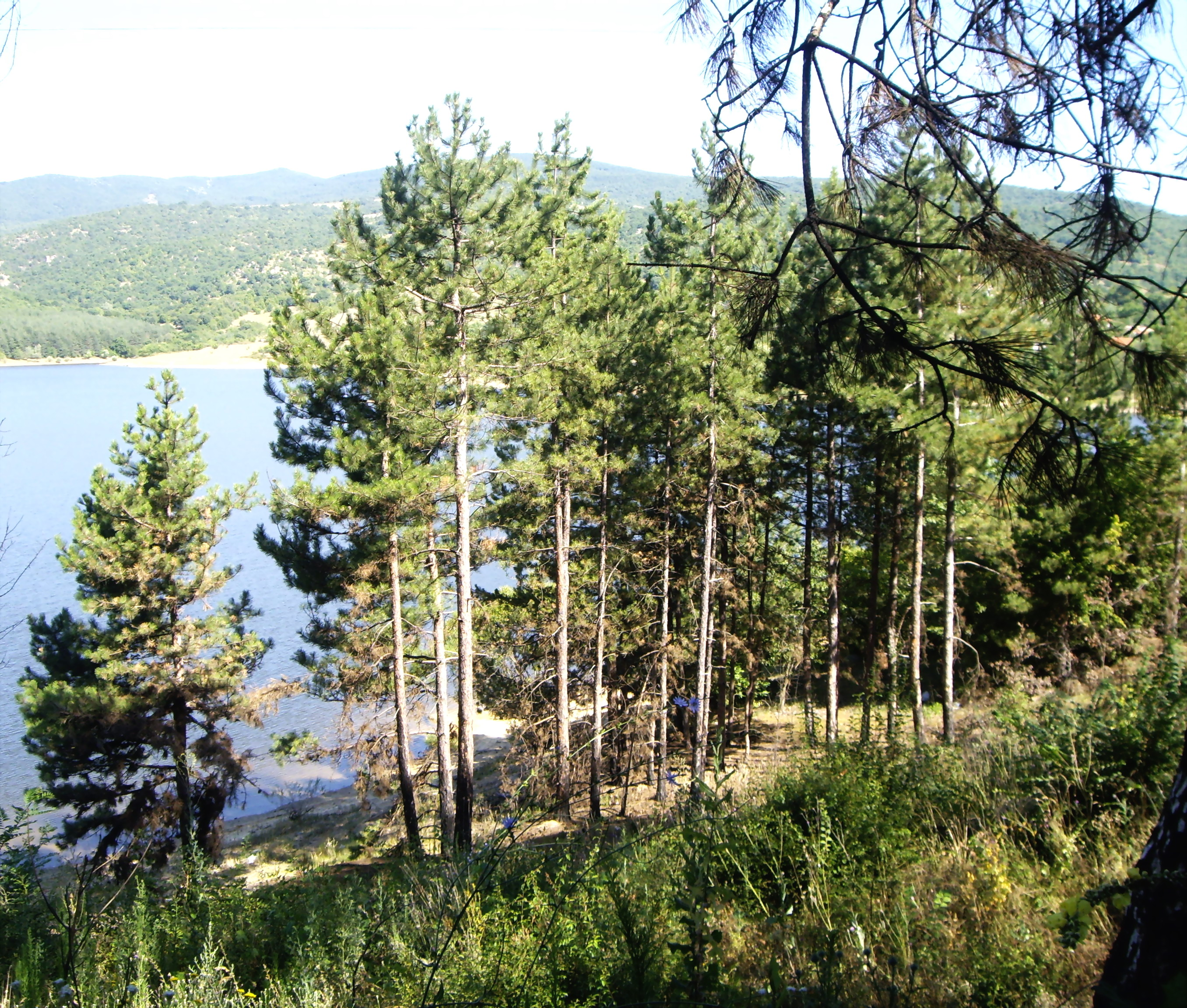
صنوبر أسود
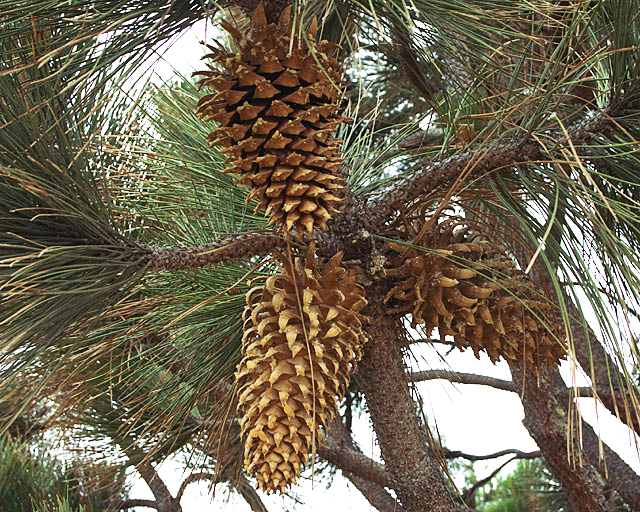
صنوبر كولتري
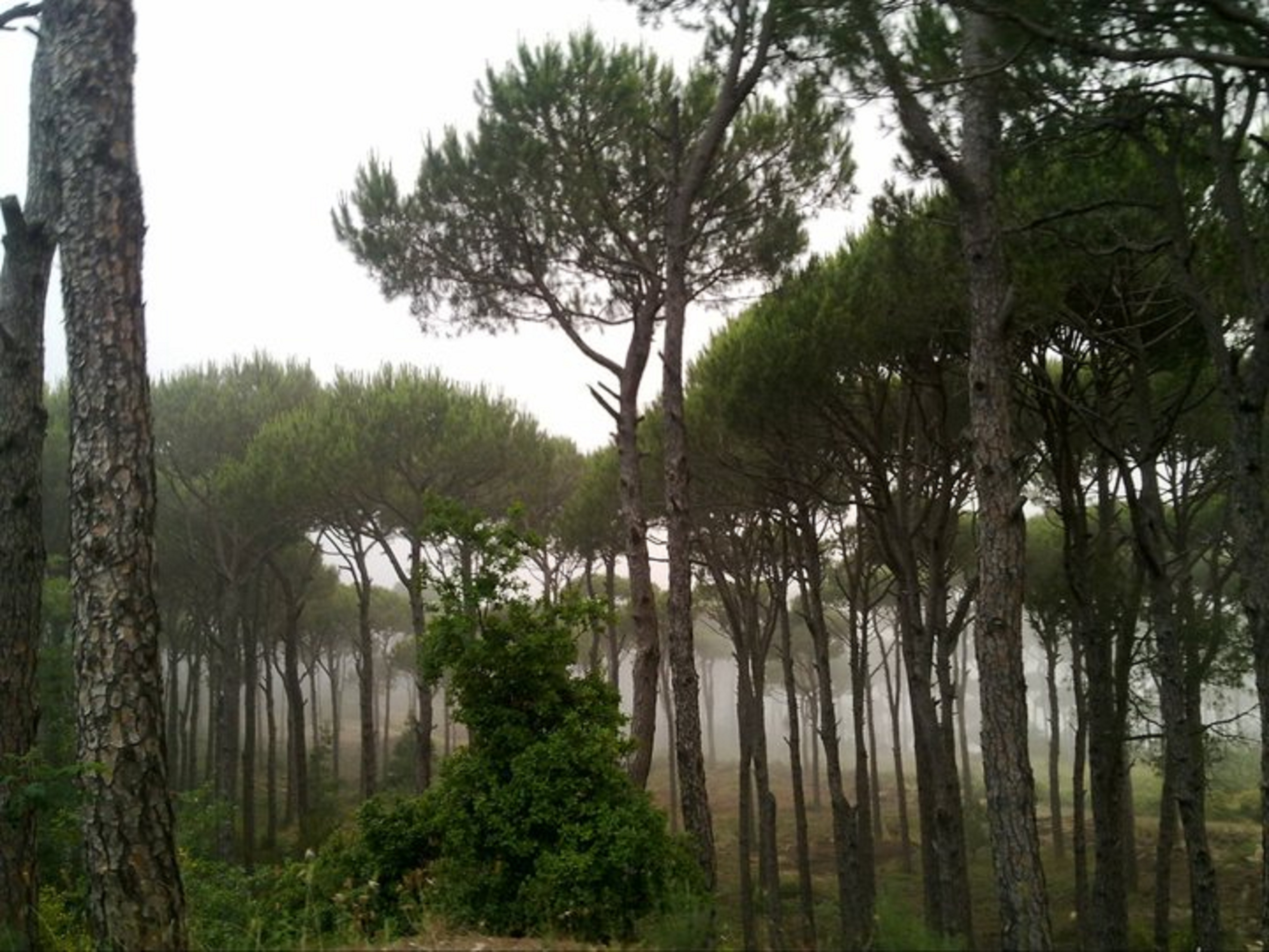
صنوبر ثمري
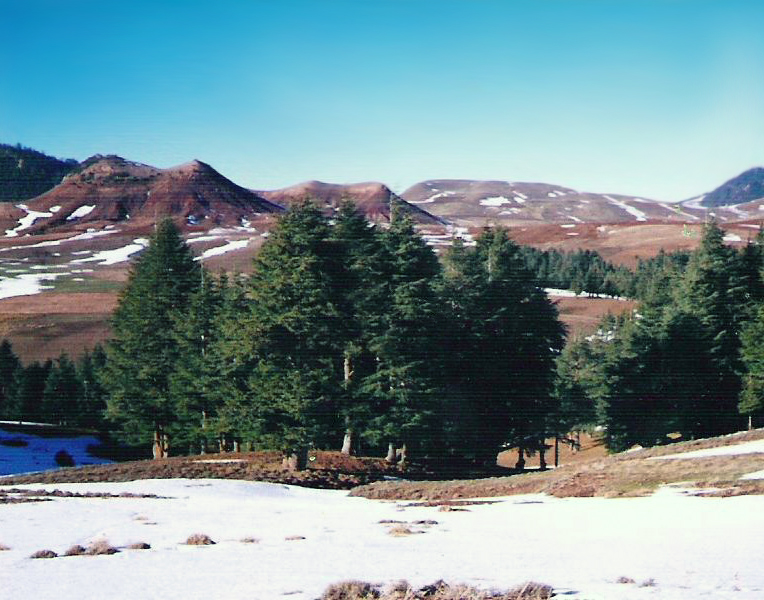
أرز أطلسي
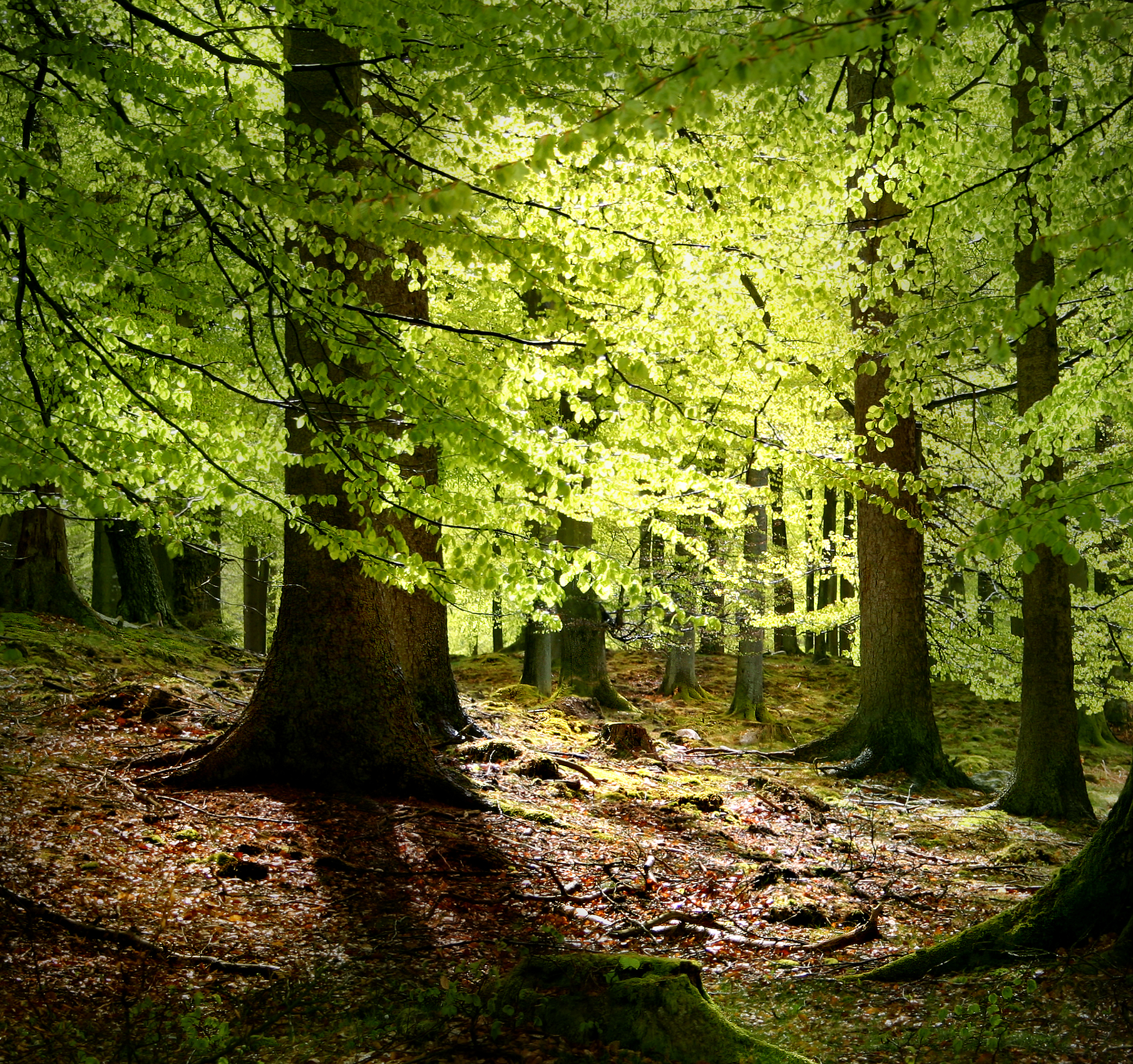
زان أوروبي

### الحيوانات
تعيش العديد من أنواع الثدييات في «جبل رجاونة» ضمن أحراج غابة بالوة وغابة حروزة.

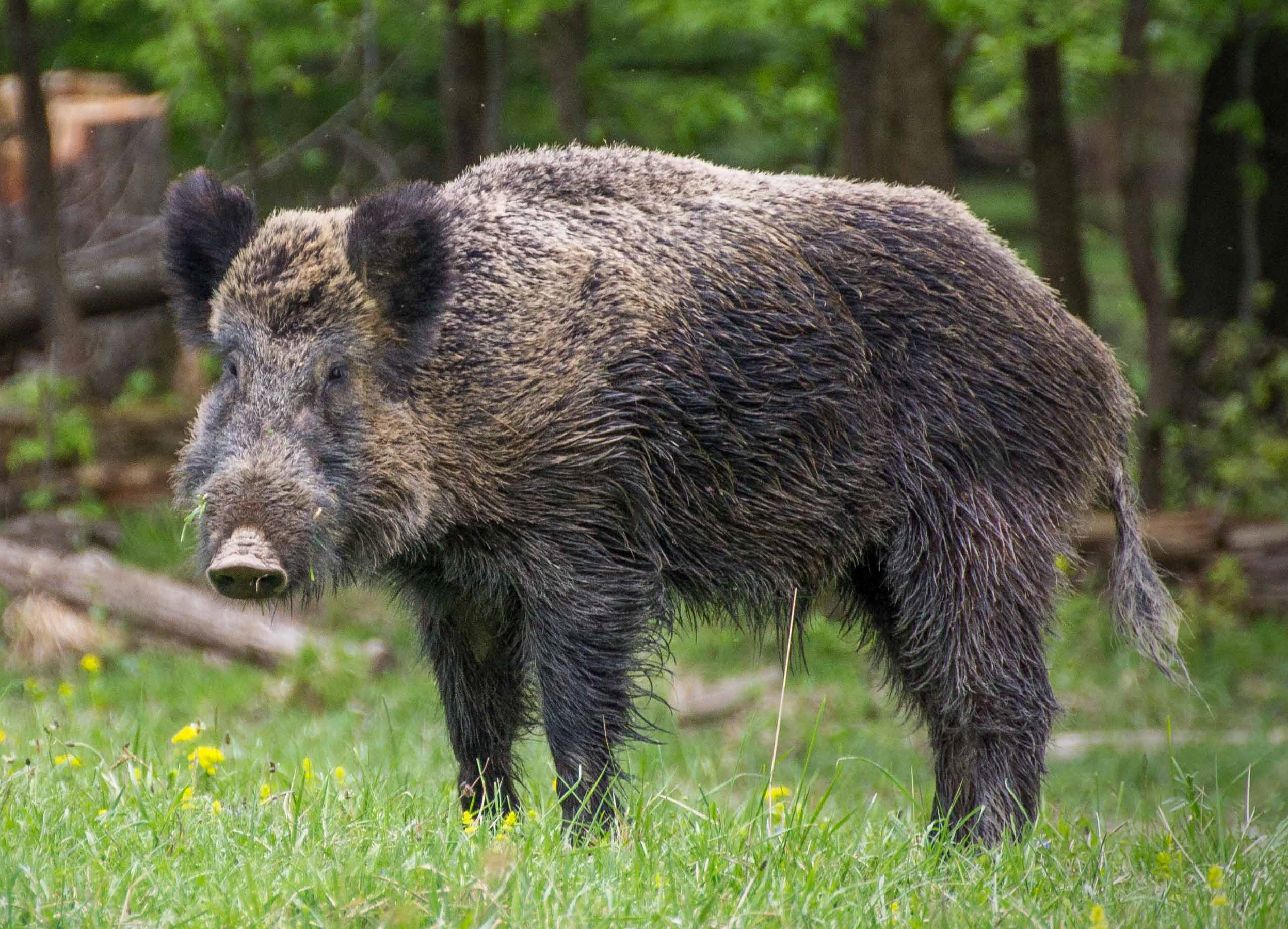
خنزير بري
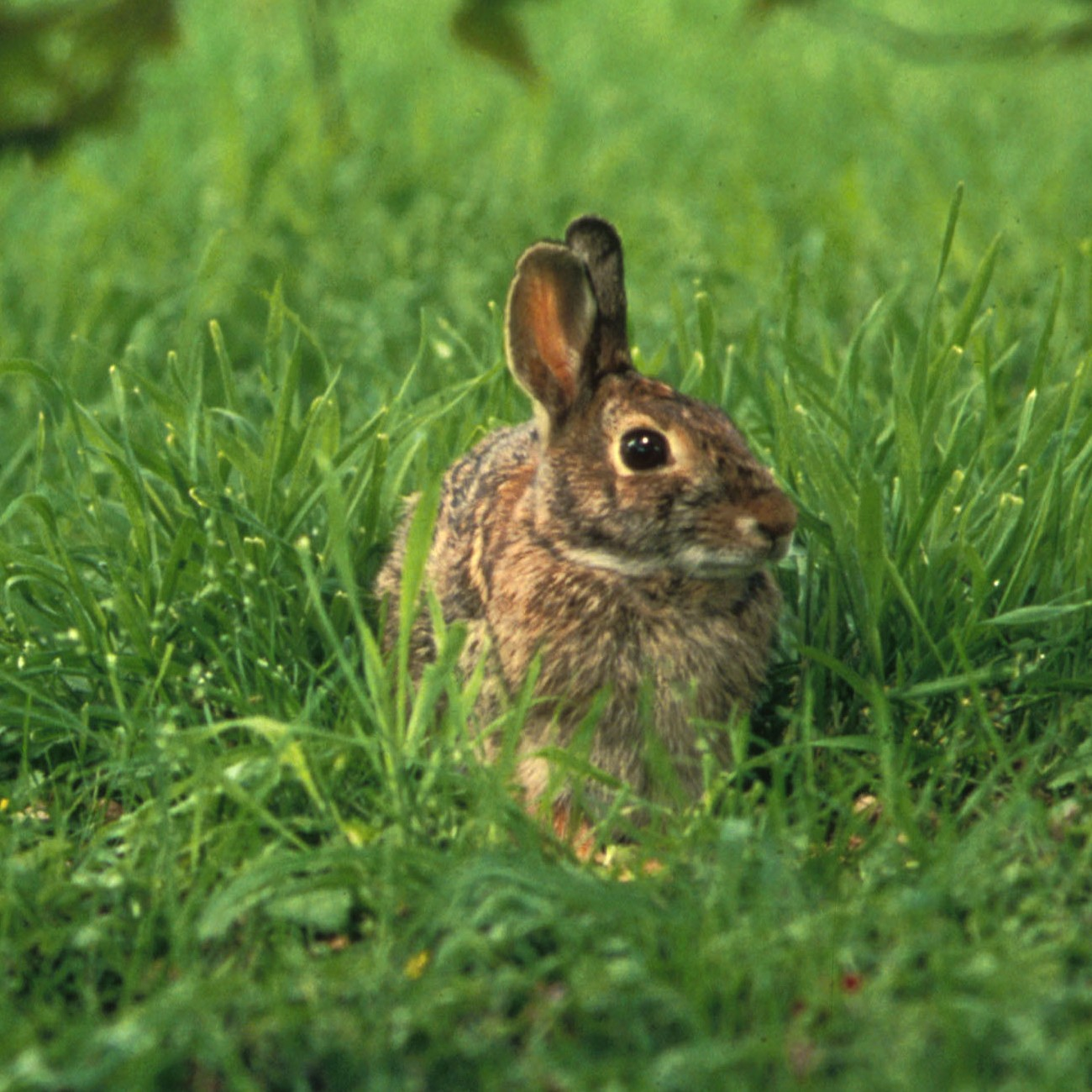
أرنب
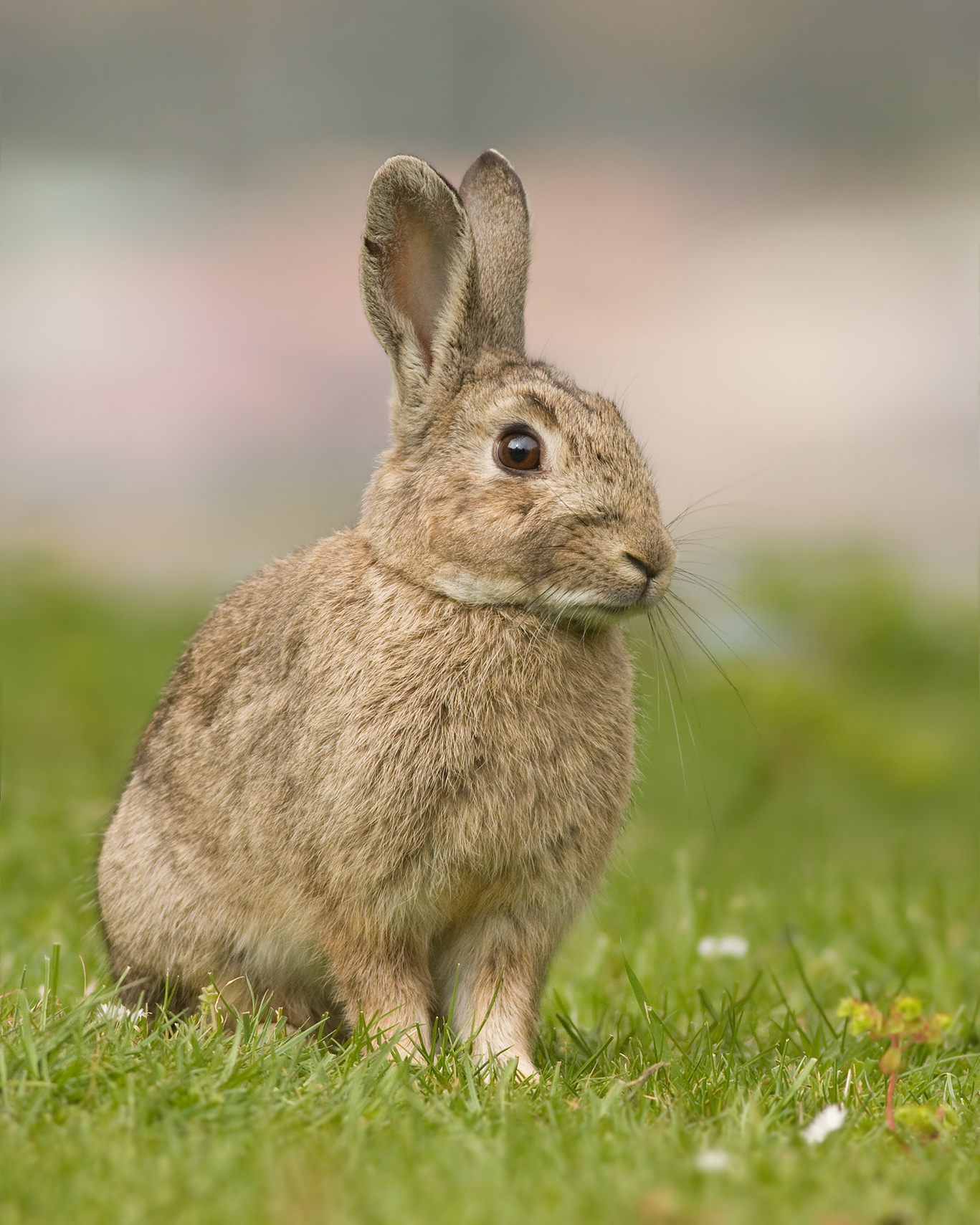
أرنب أوروبي
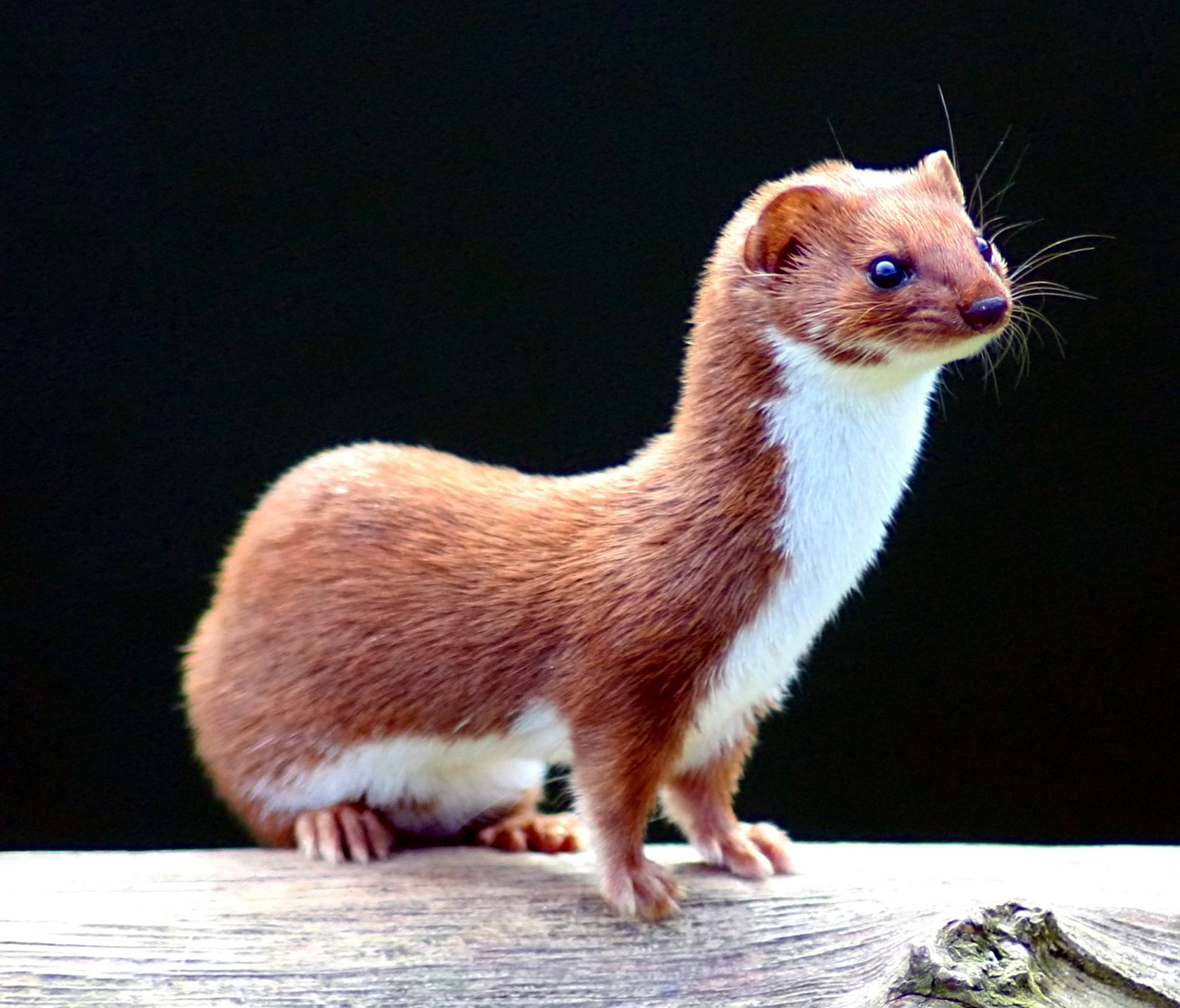
ابن عرس صغير
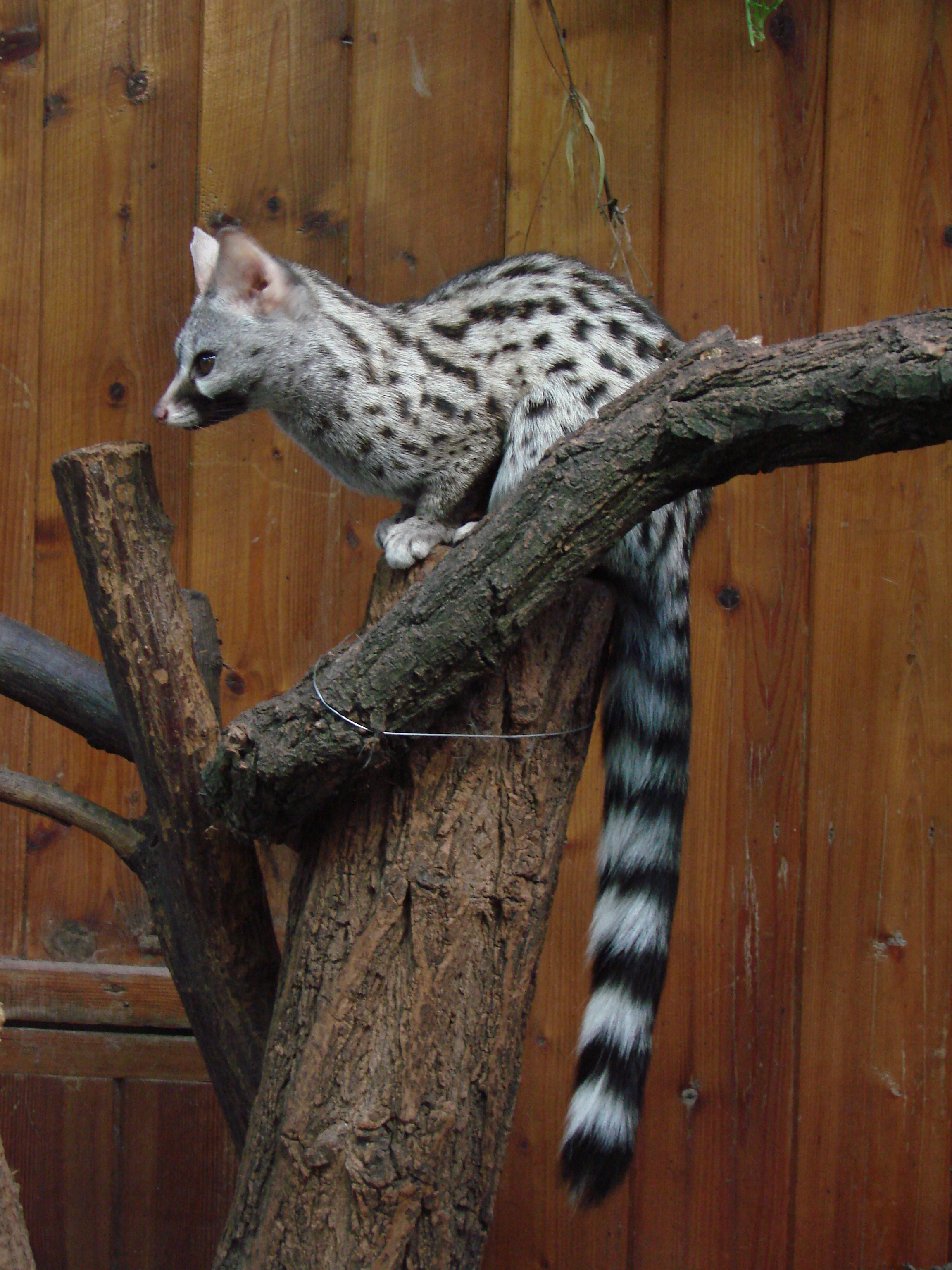
زردي
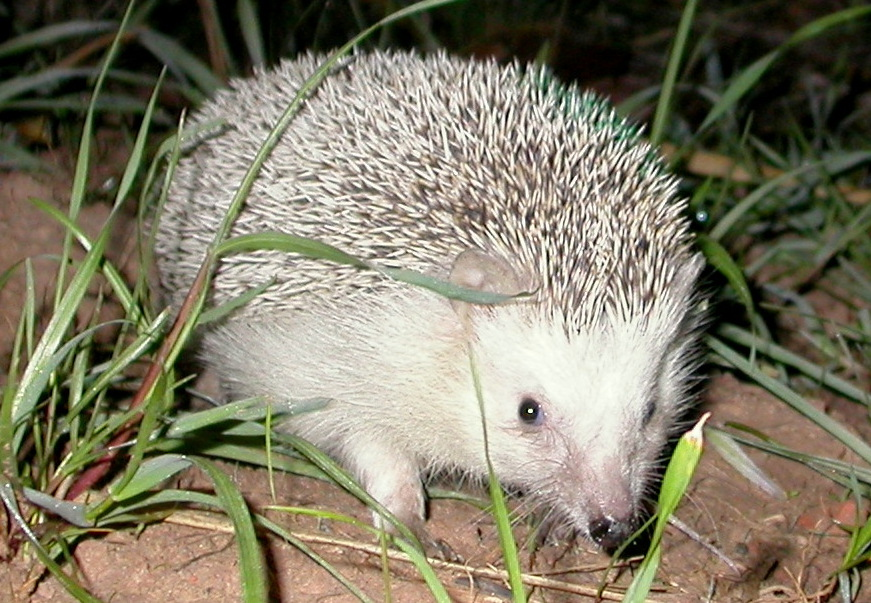
قنفذ شمال أفريقيا
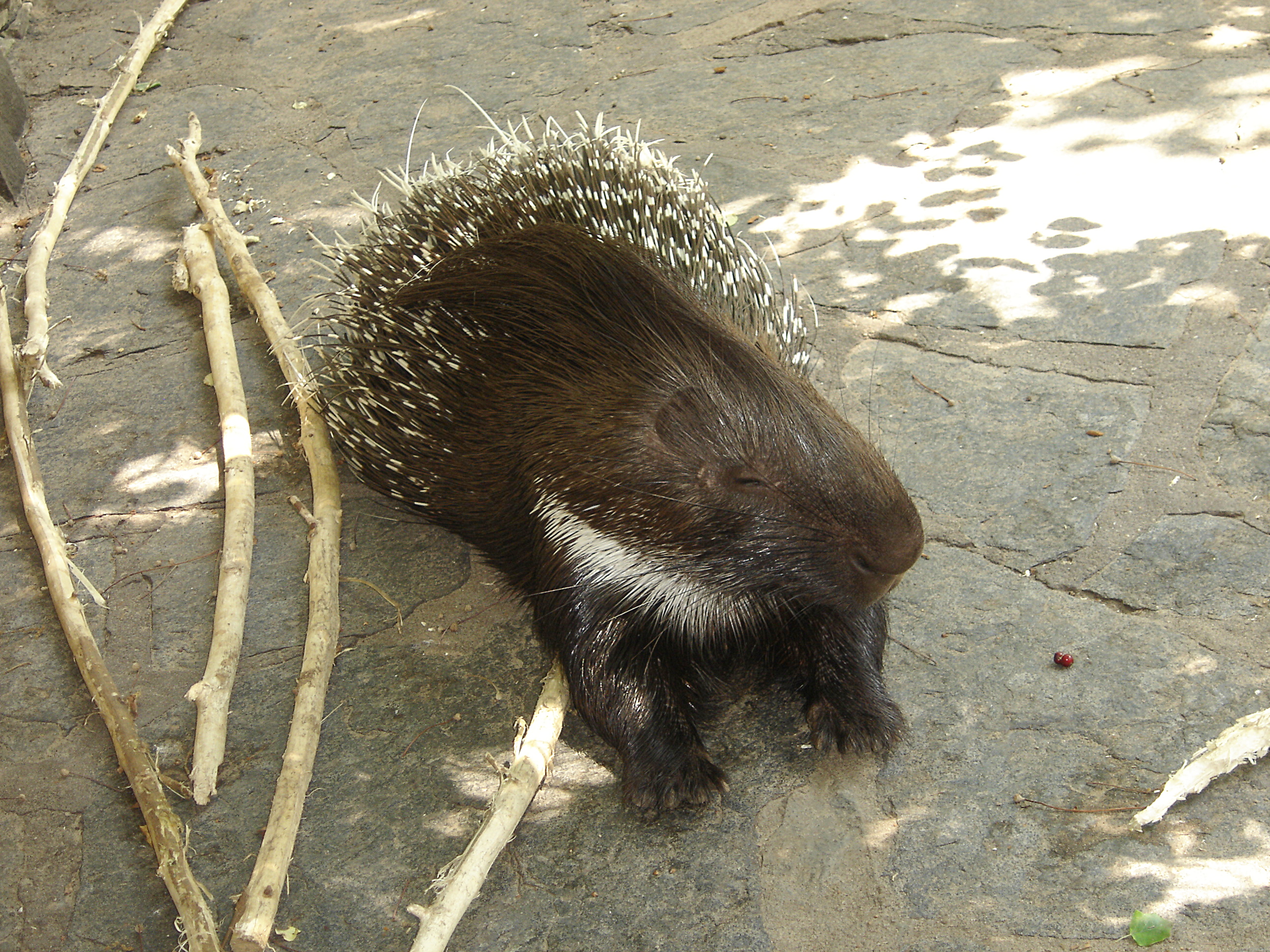
نيص
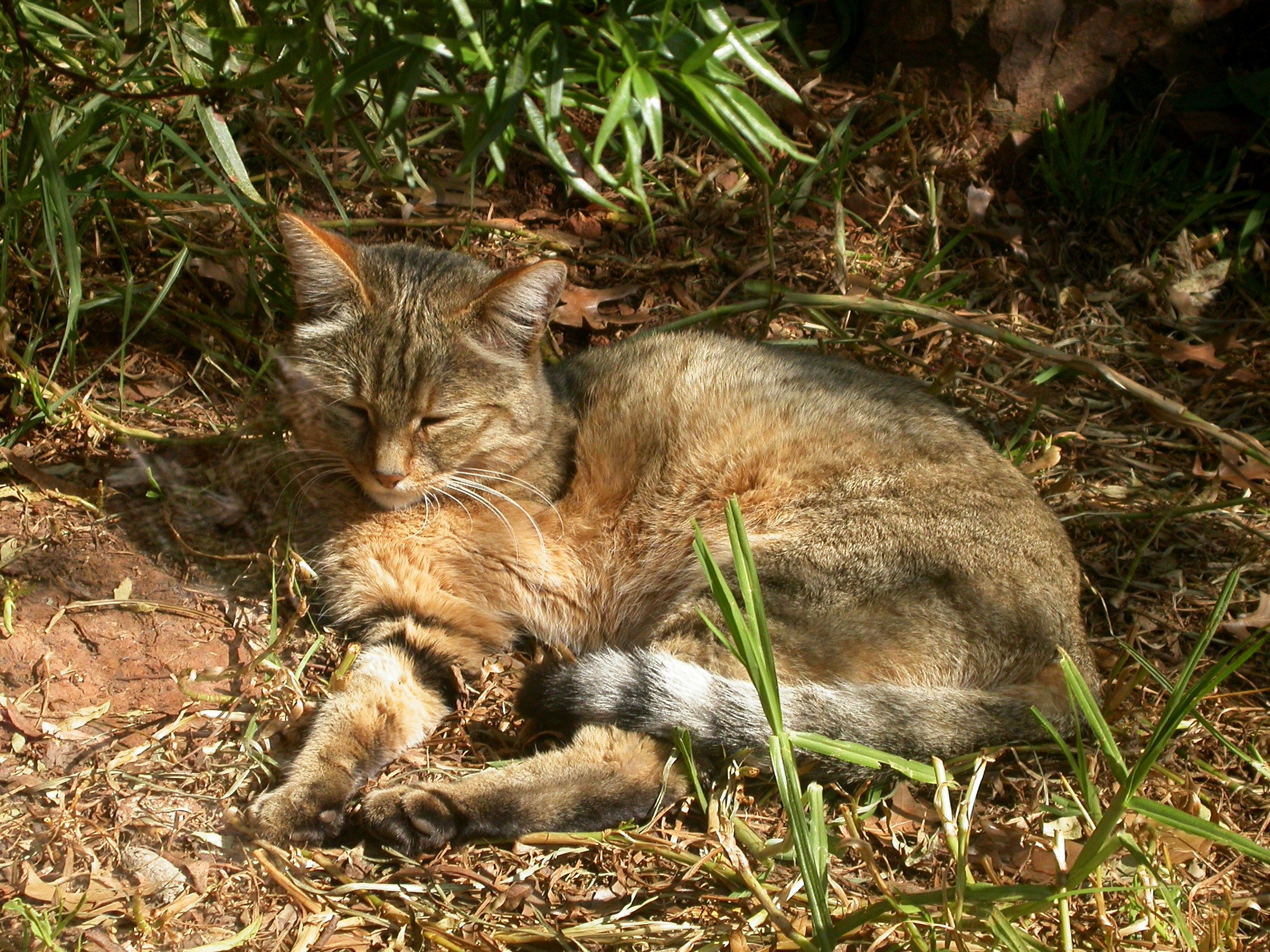
قط بري
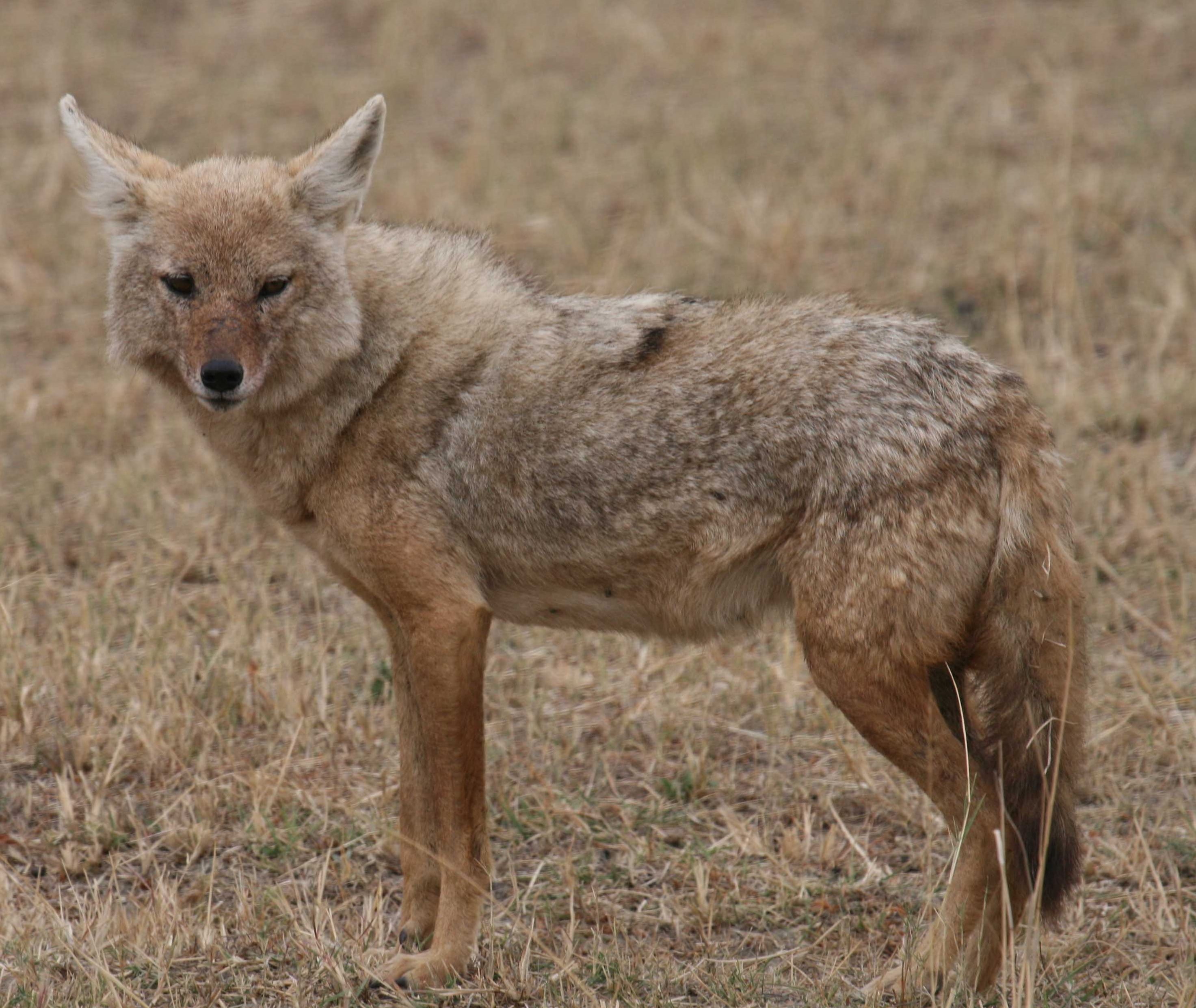
ابن آوى الذهبي
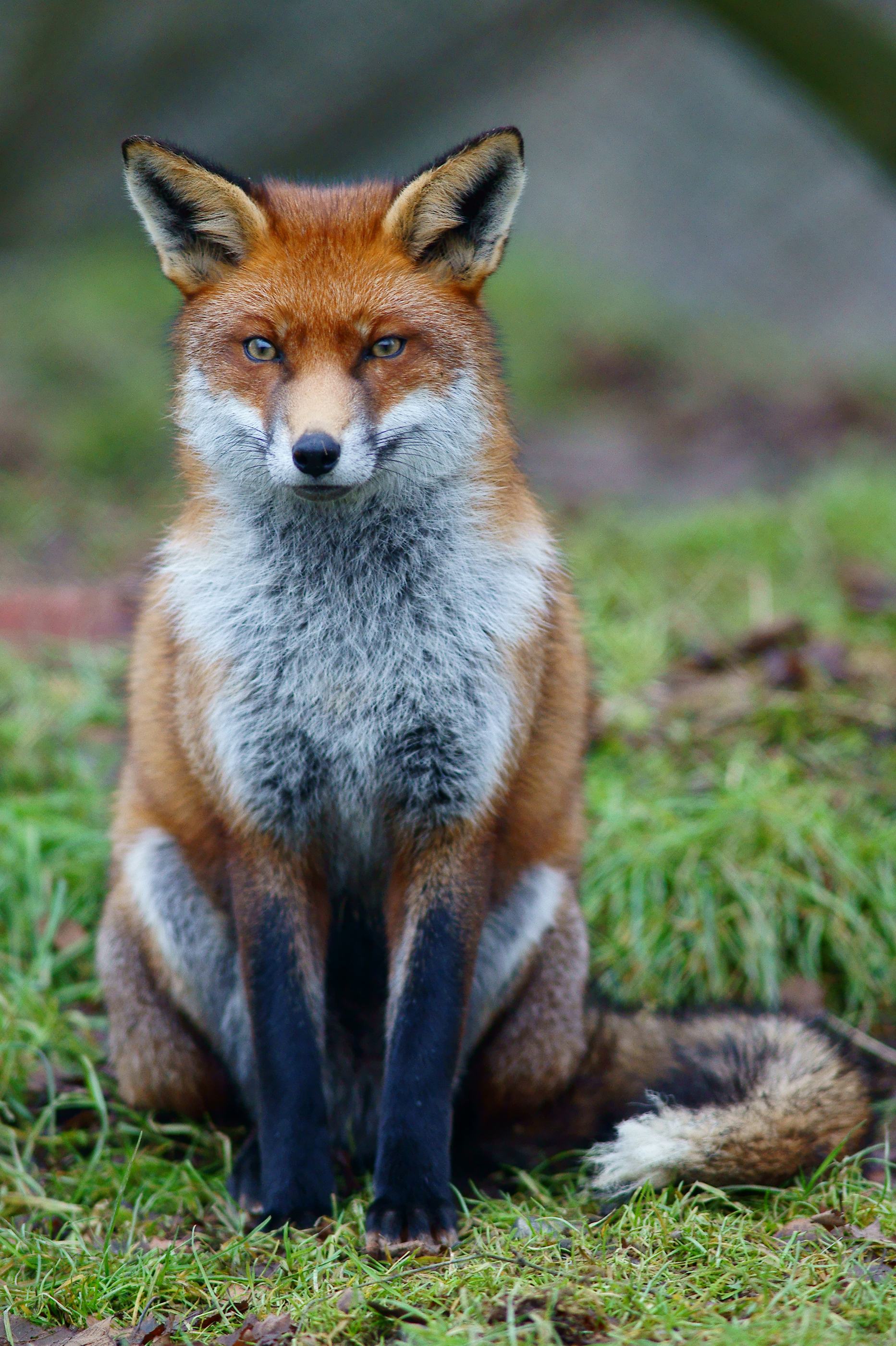
ثعلب أحمر
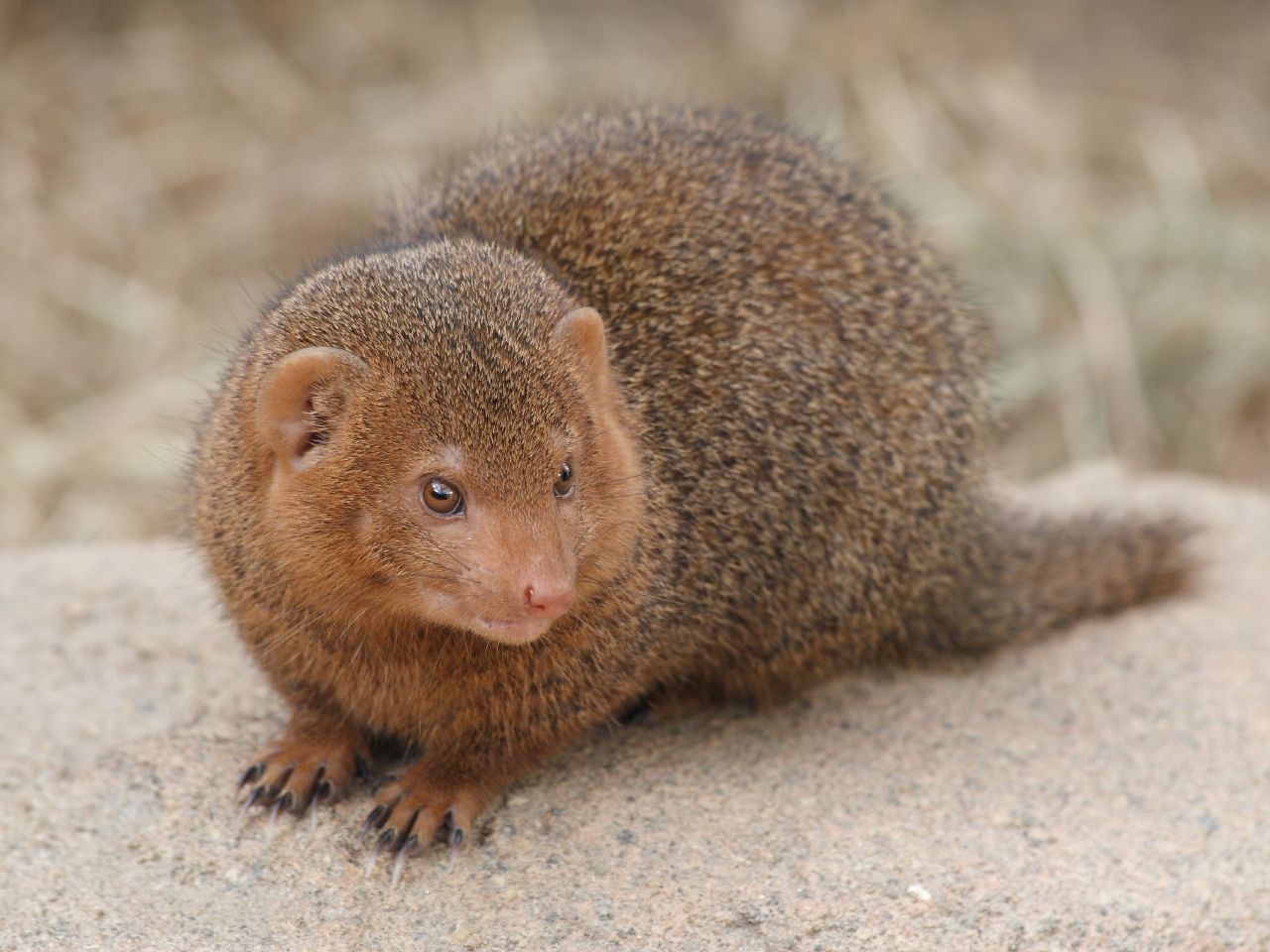
نمس
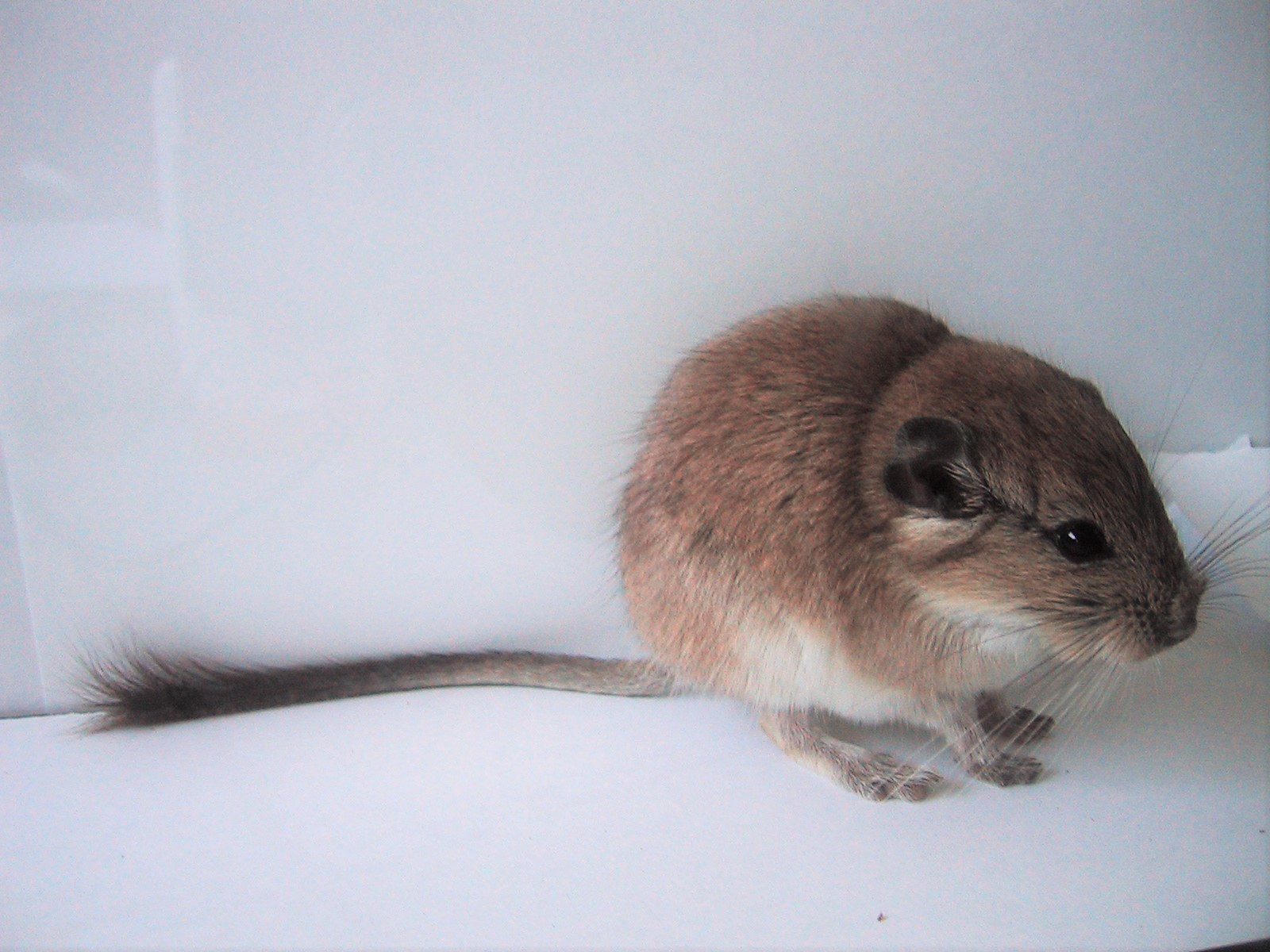
الفأر البني

## الموقع
يقع «جبل رجاونة» في ولاية تيزي وزو، غير بعيد عن ولاية بومرداس، ويجري حوله وادي سيباو.
وهذا الموقع الرائع داخل غابة بالوة وغابة حروزة يجعل منه موقعا استراتيجيا يطل على مدينة تيزي وزو ويقابل الحديقة الوطنية جرجرة.
يقع «جبل رجاونة» على بُعد مستقيم قدره 17 كلم إلى الجنوب من البحر الأبيض المتوسط، وعلى بُعد مستقيم قدره 50 كلم إلى الغرب من بحيرة أكفادو.
ويقع هذا الجبل في بلدية تيزي وزو ضمن دائرة تيزي وزو.

## مكتبة الصور

موقع جبل رجاونة
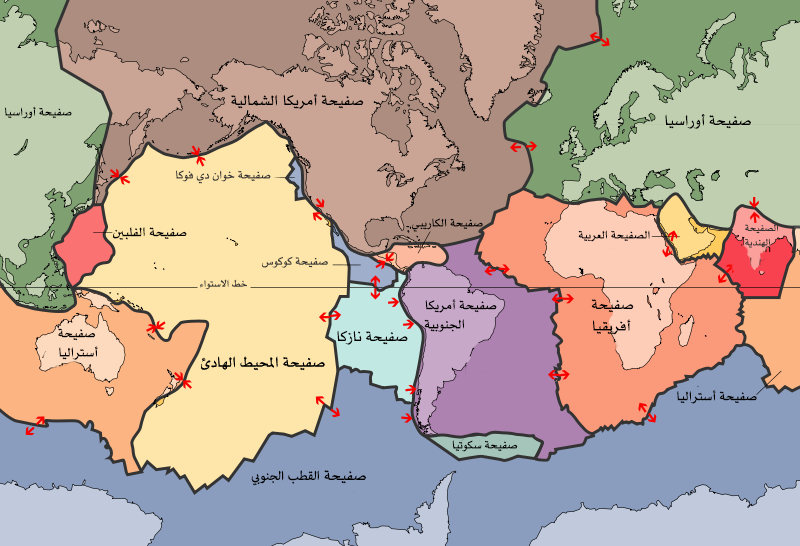
الصفائح التكتونية

### مواضيع ذات صلة
- قائمة جبال الجزائر
- الأطلس التلي
- جبال جرجرة
- القبائل الكبرى
- بلدية تيزي وزو
- دائرة تيزي وزو
- ولاية تيزي وزو
- الطريق الوطني رقم 12
- الطريق الوطني رقم 72
- قائمة طرق وطنية في الجزائر

### فيديوهات
- "جبل رجاونة" على يوتيوب.
- طريق "جبل رجاونة" انطلاقا من "مدينة تيزي وزو" على يوتيوب.
- ذكريات من "جبل رجاونة" على يوتيوب.
- "قرية تاشت" من "جبل رجاونة" على يوتيوب.
- منظر "جبل رجاونة" من "مدينة تيزي وزو" على يوتيوب.
- "زاوية سيدي بالوة" في "جبل رجاونة" على يوتيوب.
- "زاوية سيدي بالوة" في "جبل رجاونة" على يوتيوب.
- الفلاحة في "جبل رجاونة" على يوتيوب.
- "طريق حروزة" في "جبل رجاونة" على يوتيوب.
- "غابة حروزة" في "جبل رجاونة" على يوتيوب.
- تنظيف "غابة حروزة" في "جبل رجاونة" على يوتيوب.

### وصلات خارجية
- الموقع الرسمي للمجلس الشعبي الولائي في تيزي وزو
- الموقع الرسمي لمديرية التجارة في ولاية تيزي وزو